# Етель Санчес
Етель Санчес (ісп. Etel Sánchez, 23 серпня 1989) — аргентинська синхронна плавчиня.
Учасниця Олімпійських Ігор 2012, 2016 років.
Призерка Південнамериканських ігор 2010 року.